# Nanocar
Nanocarul este o moleculă concepută în 2005 la Universitatea Rice din Houston de un grup condus de profesorul James Tour⁠(en)[traduceți]. În ciuda numelui, nanocarul original nu conține un motor molecular, prin urmare, nu este cu adevărat o mașină. Mai degrabă, a fost conceput pentru a răspunde la întrebarea cum se mișcă fulerenele pe suprafețele metalice; mai exact, dacă se rostogolesc sau alunecă (se rostogolesc).